# Europese kampioenschappen inlineskaten 2013
De Europese kampioenschappen inline-skaten 2013 werden van 27 juni tot en met 6 juli gehouden in Almere, Nederland. Het EK op de baan vond op 29 juni, 30 juni, 1 juli en 2 juli plaats, het EK op de weg werd op 4 en 5 juli georganiseerd en het kampioenschap werd afgesloten met een marathon op 6 juli.
Het was de vijfentwintigste editie van het Europees kampioenschap sinds de invoering van de huidige inline-skates.

## Programma
Hieronder is het programma weergegeven voor dit toernooi.
| Piste   | Piste                           | Piste                           |
| Datum   | Mannen                          | Vrouwen                         |
| ------- | ------------------------------- | ------------------------------- |
| 29 juni | 300m Tijdrit Afvalkoers         | 300m Tijdrit Afvalkoers         |
| 30 juni | 500m Sprint Punten-/afvalkoers  | 500m Sprint Punten-/afvalkoers  |
| 1 juli  | 200m Vliegende ronde Aflossing  | 200m Vliegende ronde Aflossing  |
| 2 juli  | 1000m Sprint Gemengde aflossing | 1000m Sprint Gemengde aflossing |

| Weg    | Weg                               | Weg                               |
| Datum  | Mannen                            | Vrouwen                           |
| ------ | --------------------------------- | --------------------------------- |
| 4 juli | 200m Tijdrit Afvalkoers           | 200m Tijdrit Afvalkoers           |
| 5 juli | 500m Sprint Puntenkoers Aflossing | 500m Sprint Puntenkoers Aflossing |
|        |                                   |                                   |
| 6 juli | Marathon                          | Marathon                          |

## Belgische deelnemers[2]
| Mannen                                                                                     | Vrouwen                             |
| ------------------------------------------------------------------------------------------ | ----------------------------------- |
| Niels Provoost Tim Sibiet Ferre Spruyt Maarten Swings Jore Van den Berghe Wannes Van Praet | Hanne Wouters                       |
| Alleen Marathon Karel Meulders Bart Swings                                                 | Alleen Marathon Jessica Gaudesaboos |

## Nederlandse deelnemers[2]
| Mannen | Vrouwen                                                                       |
| --- | ----------------------------------------------------------------------------- |
| Crispijn Ariëns Jan Blokhuijsen Ruurd Dijkstra Gary Hekman Mark Horsten Michel Mulder Ronald Mulder Geert Plender Lars Scheenstra | Lisanne Buurman Manon Kamminga Bianca Roosenboom Irene Schouten Elma de Vries |
| Alleen Marathon Ingmar Berga Rob Hadders Robert Post Gerwin Smit                                                                  | Alleen Marathon Janita Crediet Sharon Hendriks Yvonne Spigt                   |

## Medailleverdeling

### Mannen
| Piste                 | Piste                                                                   | Piste                                                               | Piste                                                                |
| Afstand               | Goud ·                                                                  | Zilver ·                                                            | Brons ·                                                              |
| --------------------- | ----------------------------------------------------------------------- | ------------------------------------------------------------------- | -------------------------------------------------------------------- |
| 200m Vlieg. ronde     | Ronald Mulder                                                           | Andrea Angeletti                                                    | Darren de Souza                                                      |
| 300m Tijdrit          | Ioseba Fernandez                                                        | Darren de Souza                                                     | Ronald Mulder                                                        |
| 500m Sprint           | Michel Mulder                                                           | Nicolas Pelloquin                                                   | Andrea Angeletti                                                     |
| 1000m Sprint          | Lorenzo Cassioli                                                        | Fabio Francolini                                                    | Mark Horsten                                                         |
| 10.000m Punten/afval. | Patxi Peula                                                             | Felix Rijhnen                                                       | Crispijn Ariëns                                                      |
| 15.000m Afvalkoers    | Fabio Francolini                                                        | Alexis Contin                                                       | Patxi Peula                                                          |
| 3000m Aflossing       | Italië Andrea Angeletti Lorenzo Cassioli Giacomo Cuncu Fabio Francolini | België Niels Provoost Tim Sibiet Maarten Swings Jore Van den Berghe | Nederland Crispijn Ariëns Mark Horsten Michel Mulder Lars Scheenstra |

| Weg                 | Weg                                                                   | Weg                                                                        | Weg                                               |
| Afstand             | Goud ·                                                                | Zilver ·                                                                   | Brons ·                                           |
| ------------------- | --------------------------------------------------------------------- | -------------------------------------------------------------------------- | ------------------------------------------------- |
| 200m Tijdrit        | Ronald Mulder                                                         | Ioseba Fernandez                                                           | Darren de Souza                                   |
| 500m Sprint         | Ioseba Fernandez                                                      | Ronald Mulder                                                              | Gwendal Le Pivert                                 |
| 10.000m Puntenkoers | Crispijn Ariëns                                                       | Jan Blokhuijsen                                                            | Patxi Peula                                       |
| 20.000m Afvalkoers  | Fabio Francolini                                                      | Ewen Fernandez                                                             | Patxi Peula                                       |
| 5000m Aflossing     | Nederland Crispijn Ariëns Michel Mulder Ronald Mulder Lars Scheenstra | Frankrijk Nolan Beddiaf Ewen Fernandez Gwendal Le Pivert Nicolas Pelloquin | Spanje Ioseba Fernandez Patxi Peula Inigo Vidondo |
|                     |                                                                       |                                                                            |                                                   |
| 42.195m Marathon    | Bart Swings                                                           | Alexis Contin                                                              | Fabio Francolini                                  |

### Vrouwen
| Piste                 | Piste                                                                   | Piste                                                                 | Piste                                                                   |
| Afstand               | Goud ·                                                                  | Zilver ·                                                              | Brons ·                                                                 |
| --------------------- | ----------------------------------------------------------------------- | --------------------------------------------------------------------- | ----------------------------------------------------------------------- |
| 200m Vlieg. ronde     | Manon Kamminga                                                          | Laethisia Schimek                                                     | Erika Zanetti                                                           |
| 300m Tijdrit          | Erika Zanetti                                                           | Laethisia Schimek                                                     | Jana Gegner                                                             |
| 500m Sprint           | Laethisia Schimek                                                       | Erika Zanetti                                                         | Jana Gegner                                                             |
| 1000m Sprint          | Manon Kamminga                                                          | Andrea Trafeli                                                        | Jana Gegner                                                             |
| 10.000m Punten/afval. | Irene Schouten                                                          | Mareike Thum                                                          | Justine Halbout                                                         |
| 10.000m Afvalkoers    | Manon Kamminga                                                          | Justine Halbout                                                       | Sabine Berg                                                             |
| 3000m Aflossing       | Nederland Manon Kamminga Bianca Roosenboom Irene Schouten Elma de Vries | Duitsland Jana Gegner Katharina Rumpus Laethisia Schimek Mareike Thum | Italië Sofia D'Annibale Federica Di Natale Andrea Trafeli Erika Zanetti |

| Weg                 | Weg                                                                     | Weg                                                                  | Weg                                                                  |
| Afstand             | Goud ·                                                                  | Zilver ·                                                             | Brons ·                                                              |
| ------------------- | ----------------------------------------------------------------------- | -------------------------------------------------------------------- | -------------------------------------------------------------------- |
| 200m Tijdrit        | Erika Zanetti                                                           | Laethisia Schimek                                                    | Jana Gegner                                                          |
| 500m Sprint         | Erika Zanetti                                                           | Laethisia Schimek                                                    | Sheila Posada                                                        |
| 10.000m Puntenkoers | Elma de Vries                                                           | Federica Di Natale                                                   | Irene Schouten                                                       |
| 15.000m Afvalkoers  | Manon Kamminga                                                          | Sabine Berg                                                          | Justine Halbout                                                      |
| 5000m Aflossing     | Nederland Manon Kamminga Bianca Roosenboom Irene Schouten Elma de Vries | Duitsland Sabine Berg Jana Gegner Katharina Rumpus Laethisia Schimek | Italië Sofia D'Annibale Desire Contenti Andrea Trafeli Erika Zanetti |
|                     |                                                                         |                                                                      |                                                                      |
| 42.195m Marathon    | Elma de Vries                                                           | Katharina Rumpus                                                     | Manon Kamminga                                                       |

### Mannen en vrouwen
| Piste                   | Piste                                                                 | Piste                                                                  | Piste                                                           |
| Afstand                 | Goud ·                                                                | Zilver ·                                                               | Brons ·                                                         |
| ----------------------- | --------------------------------------------------------------------- | ---------------------------------------------------------------------- | --------------------------------------------------------------- |
| 4000m Gemixte aflossing | Nederland Manon Kamminga Ronald Mulder Bianca Roosenboom Mark Horsten | Italië Erika Zanetti Fabio Francolini Desire Contenti Andrea Angeletti | Spanje Sheila Posada Patxi Peula Saray Narvaez Ioseba Fernandez |

### Medaillespiegel
| Plaats | Land      | Goud | Zilver | Brons | Totaal |
| 1      | Nederland | 15   | 2      | 6     | 23     |
| 2      | Italië    | 7    | 6      | 5     | 18     |
| 3      | Spanje    | 3    | 1      | 6     | 10     |
| 4      | Duitsland | 1    | 10     | 5     | 16     |
| 5      | België    | 1    | 1      | 0     | 2      |
| 6      | Frankrijk | 0    | 7      | 5     | 12     |
| Totaal | Totaal    | 27   | 27     | 27    | 81     |

Pico 1989 · 
Inzell 1990 · 
Pineto 1991 · 
Acireale 1992 · 
Valence d'Agen 1993 · 
Pamplona 1994 · 
Praia da Vitória 1995 · 
Saint-Brieuc 1996 · 
Roseto 1997 · 
Coulaines 1998 · 
Zandvoorde 1999 · 
Latina 2000 · 
Paços de Ferreira 2001 · 
Valence d'Agen 2002 · 
Padua 2003 · 
Heerde/Groningen 2004 · 
Juterborg 2005 · 
Cassano d'Adda 2006 · 
Oporto 2007 · 
Gera 2008 · 
Oostende 2009 · 
San Benedetto del Tronto 2010 ·
Heerde/Zwolle 2011 · 
Szeged 2012 · 
Almere 2013 · 
Geisingen 2014 · 
Wörgl/Innsbruck 2015 ·
Heerde/Steenwijk 2016 · 
Lagos 2017 · 
Oostende 2018 · 
Pamplona 2019 · 
Canelas 2021 · 
L'Aquila 2022 · 
Valence d'Agen 2023 · 
Oostende 2024